# Нечепуренко, Михаил Иванович
Михаил Иванович Нечепуренко (13 апреля 1934 — 2 августа 2008) — российский учёный в области создания программного обеспечения различных оборонных систем, доктор физико-математических наук, профессор, заслуженный деятель науки РФ (1999).

## Биография
Родился в городе Катав-Ивановск Челябинской области. После окончания Московского физико-технического института (1957) работал в Институте точной механики и вычислительной техники (ИТМ и ВТ) и в НИИ-2, участвовал в создании программного обеспечения различных оборонных систем, в том числе системы противоракетной обороны. Параллельно преподавал на кафедре высшей математики МФТИ. В 1962 году защитил кандидатскую диссертацию в Математическом институте им. В. А. Стеклова («Параболические приближения для решений нелинейных функциональных уравнений».
В 1965 году переехал в новосибирский Академгородок, где начал работать в Вычислительном центре СО АН (в настоящее время Институт вычислительной математики и математической геофизики СО РАН). В 1967—1970 гг. парторг ВЦ.
В 1970 году, когда было создано Конструкторское бюро системного программирования (КБСП) для участия в разработке системы А-35 противоракетной обороны Москвы, был назначен его директором и главным конструктором.
В 1973 году вернулся в Вычислительный центр, где по его инициативе были созданы сначала лаборатория системного моделирования, а потом отдел моделирования сложных систем, которые он возглавлял до 1986 г.
С 1986 по 1991 год заместитель директора Вычислительного центра по науке. С 1991 г. заведующий отделом, главный научный сотрудник ВЦ (Института вычислительной математики и математической геофизики СО РАН).
Доктор физико-математических наук (1984). Старший научный сотрудник (1965). Профессор (1986).
Умер 2 августа 2008 года. Похоронен на Южном кладбище Новосибирска.

## Награды
Государственная премия СССР 1986 г. — за разработку методов и универсальных программных средств имитационного моделирования сложных технических систем.
Заслуженный деятель науки РФ (1999). Награждён орденом «Знак Почёта».

## Сочинения
- Итерации вещественных функций и функциональные уравнения / М. И. Нечепуренко; Рос. акад. наук. Сиб. отд-ние. Ин-т вычисл. математики и мат. геофизики. — Новосибирск : Изд-во ИВМ и МГ (ВЦ) СО РАН, 1997. — 227 с. : ил., табл.; 25 см.
- Итерации вещественных функций и функциональные уравнения / М. И. Нечепуренко; отв. ред. А. С. Алексеев ; Рос. акад. наук, Сиб. отд-ние, Ин-т вычисл. математики и мат. геофизики. — 2-е изд., испр. и доп. — Новосибирск : Ин-т вычисл. математики и мат. геофизики СО РАН, 2005 (Прайс-курьер). — 231 с. : ил., табл.; 21 см; ISBN 5-901548-24-8